# Cleora elegans
Cleora elegans là một loài bướm đêm trong họ Geometridae.